# Hallwil
Hallwil es una comuna suiza del cantón de Argovia, ubicada en el distrito de Lenzburg. Limita al norte con la comuna de Seon, al este con Seengen, al sur con Boniswil, y al oeste con Dürrenäsch.